# 게센어
게센어(keseng̃ó, ケセン語)는 일본의 이와테현(岩手県) 게센군(気仙郡)에서 사용되는 방언으로, 이 지역 출신의 의사인 야마우라 하루쓰구(山浦玄嗣)가 같은 지역에서 사용되는 구어를 일본어의 일개 방언이 아닌 대등한 언어로 간주할 수 있다는 의미로서 부여한 명칭이다. 야마우라는 게센어가 에조의 영향을 강하게 받은 독자적 언어로서 표준 일본어와 크게 다른 음운체계를 갖는다고 주장한다. 2002년 7월에 NHK 교육방송에 소개됨으로써 그 존재가 대중에게 알려졌다.
가나가 아닌 로마자를 변용한 정서법을 가지고 있으며, 현재 게센어판 신약성서와 대사전 등이 출판되어 있다.

## 명칭의 유래
게센이라는 명칭에 대한 가장 오래된 기록은 901년 편찬된 일본의 사서 일본삼대실록에 게세마(計仙麻) 라는 지명에 대한 기록이다. 전전 게센지방의 교육장을 지냈던 가네노 키쿠사부로의 견해에 따르면 게센의 유래는 아이누어에 두고 있다고 하며 그 의미는 "남단에 있는 강의 어귀"라는 뜻을 지닌 게세모리 또는 침삭된 장소를 뜻하는 게세마가 후대에 게센으로 발음이 바뀌었다고 한다. 이 때문에 한자표기 気仙을 야마토 왕권 수립 이후에 붙여진 명칭이라 하여 거부하고 가타카나 표기인 게센으로 하고 있다.

## 역사
이와테현 게센지방의 언어는 통상의 일본어의 표준어-방언의 차원에서 정의할 때, 일본어의 하위방언인 도호쿠방언의 분파로서 정의되는 "방언"이나, 야마우라 하루츠구는 게센지방의 방언을 일본어의 하부방언으로 보는 종속적 관계를 거부하고 일본어와 대등한 독립된 언어로서 정립시키기 위하여 게센방언이 아닌 게센어라는 독립된 명칭을 사용하였으며,
문자 사용에서도 일본어의 가나한자혼용문이 아닌 24문자로 이루어진 로마문자를 기초로 한 문자체계를 사용하고 있다. 저자는 서문에서 과거 일본에서 만연했던 방언박멸운동과 도호쿠인차별에 대한 반대하는 입장을 분명히
하는 동시에 자신의 고장을 고대 일본의 도호쿠지방에 존재했고 현재 일본의 주류민족인 야마토민족에게 이민족시 되었던 별개의 역사와 혈통을 지닌 히타카미국(ヒタカミ国）으로 부르고 있다. 야마우라 하루츠구의 이와 같은 인식은
표준어의 억압에 짓눌렸던 지방어의 복권운동및 그 지방어를 독립된 언어로 재정립하기 위한 이데올로기의 일환으로서 평가 할 수 있다.

## 표기
게센어 표기에는 로마자가 사용되며, 부수적으로 가나/한자혼용표기도 있다. 기본적으로 로마자 읽기와 같으나, 몇몇 철자는 게센어에만 있는 특수한 규칙들이 있다.

### 문장 예(신약성서마태복음5장 38절)
- 게센어

게센식 로마자:
Sonadǎdo mo kig'i dér dar tōri, —Managú ni a managû. Ha ní a hǎ— 'te kadarar'er déru. N' dar domó, ora á kadar' té ogu. Warumono ní hamugawú na. Daré ga a sonada á mig̃iri no hottabû hadag'í dara, hindári no hottabú mo dasí-nare.

후리가나 적용 표기:
其方等も聞いでだ通り、「目にァ目ゥ。歯にァ歯ァ」って語らィでる。んだども、自分ァ語っておぐ。悪者に刃向がうな。誰がぁ其方ぁ右の頬ゥ叩ァだら、左の頬も出なれ。

- 일본어(역사적 가나 표기법에 의함)

일본어 문어
「目には目を、齒には齒を」と云へることあるを汝ら聞けり。されど我は汝らに告ぐ、惡しき者に抵抗ふな。人もし汝の右の頬をうたば、左をも向けよ。

- 한국어역(대한성서공회 개역한글판)

또 눈은 눈으로, 이는 이로 갚으라 하였다는 것을 너희가 들었으나 나는 너희에게 이르노니 악(惡)한 자(者)를 대적(對敵)지 말라 누구든지 네 오른편 뺨을 치거든 왼편도 돌려 대며

## 영향
현재 게센어대사전 및 게센어판 신약성서가 출판되어 있다. 특히 신약성서는 중역을 거치지 않고, 그리스어 원전(原典)에서 바로 번역되었다.
일본 본토에서는 거의 찾아볼 수 없는 지방언어 부흥 운동이라는 점에서 의의가 있으나, 그 언어학적 의의와 대중적 지지의 부족이라는 한계가 있다고 평가된다.

## 참고 문헌
『ケセン語入門』(1986),山浦玄嗣,共和印刷企画センター